# McDonnell F3H Demon
El McDonnell F3H Demon fue un caza subsónico de alas en flecha, utilizado por portaaviones de la Armada de Estados Unidos. Después de los severos problemas con el motor Westinghouse J40, que fue abandonado en última instancia, el sucesor del F2H Banshee que sirvió a partir de 1956, fue rediseñado con el motor Allison J71. A pesar de que carecía de suficiente potencia para un rendimiento supersónico, que complementara a cazas diurnos como el F-8U Crusader y el F11F Tiger, fue interceptor hasta 1964. Fue retirado antes de que pudiera servir en Vietnam, cuando los Crusader fueron sustituidos por el exitoso F-4 Phantom. El Phantom de McDonnell, que estaba igualmente capacitado para ataque a tierra, caza y bombardeo, tiene un fuerte parecido con el Demon, ya que fue concebido como un desarrollo avanzado del mismo. El supersónico F-101 Voodoo de la USAF también conserva gran parecido, aunque deriva del anterior XF-88 Voodoo, cuya disposición también estaba influenciada por la del Demon.

## Desarrollo
El desarrollo se inició en 1949, utilizando alas en flecha desde el principio, en lugar de adaptar un diseño de alas rectas, como se hizo con el Grumman F9F Panther. El contrato fue adjudicado también a su competidor, el F4D Skyray de ala en delta. El Skyray, con una velocidad máxima de 1161,95 km/h (722 mph), se convertiría en el primer caza de la Armada de vuelo supersónico en vuelo nivelado, mientras que el Demon nunca llegaría a ese nivel de rendimiento. Apartándose de su tradición de utilizar dos motores, el Demon tenía un solo motor, adoptándolo bajo presión de la Armada para utilizar el motor J40 Westinghouse. Ese motor estaba siendo promovido por la Armada para su próxima generación de aviones, e iba a tener un  empuje de más de 11 000 libras (tres veces superior al de los motores del Banshee). Fue el primer diseño con alas en flecha producido por McDonnell y uno de los primeros aviones de Estados Unidos en poseer armamento de misiles.
La Armada necesitaba desesperadamente un caza de alto rendimiento para hacer frente al MiG-15 en Corea. En marzo de 1951, McDonnell obtuvo un contrato por 150 aviones F3H-1N, incluso antes del primer vuelo del prototipo XF3H-1, el 7 de agosto de 1951, realizado por el piloto de pruebas Robert Edholm. Los primeros vuelos de pruebas fueron después de la guerra de Corea, en enero de 1953. El motor fue una gran decepción, produciendo sólo la mitad de la potencia esperada. Peor aún, era temperamental y poco fiable. De los 35 aviones F3H-1N que volaron con el motor J40, ocho estuvieron involucrados en accidentes graves. El motor J40 fue desechado y se solicitó un nuevo motor.
La mejor alternativa era el motor Allison J71, que también fue usado por el B-66 Destroyer. Los F3H posteriores con este motor fueron designados como F3H-2N. El uso de este motor requirió alas más amplias y un fuselaje rediseñado. En servicio, el J71 resultó problemático, proporcionando insuficiente potencia para un avión del tamaño del Demon. El motor también sufrió frecuentes flameouts y pérdidas de compresor. El primer Demon con un J71 voló en octubre de 1954. Otro problema importante fue la fiabilidad de los asientos eyectables: las versiones iniciales resultaron ser poco fiables y fueron sustituidos por asientos eyectables Martin-Baker, que se estaban convirtiendo en el estándar de seguridad elegida por la Armada, debido a su mayor rendimiento a baja altura y a una mayor seguridad.
A pesar de los problemas, la Armada ordenó 239 F3H-2N, y los primeros  fueron desplegados en marzo de 1956. 519 Demon fueron construidos hasta el final de la producción en noviembre de 1959. No era el primer interceptor de la Armada con radar (el radar AN/APG-51 fue utilizado por primera vez en el F2H-4 Banshee). El F3H-2 Demon tenía el AN/APG-51A, posteriormente actualizado a la versión 51-B con un magnetrón sintonizable y luego al 51-C, con mejores contramedidas en el receptor.
El armamento estándar del F3H-2N era de cuatro cañones Colt Mc 12 de 20 mm (.79). En años posteriores, los dos cañones superiores fueron omitidos a menudo para ahorrar peso. Los siguientes modelos, rediseñados como el F3H-2M, estaban equipados con Raytheon AAM-N-2 Sparrow y más tarde con misiles aire-aire Sidewinder. Las aeronaves desplegadas llevaban a los dos tipos de misiles, el Sparrow en los puntos de anclaje interiores y el Sidewinder en los exteriores. Los cañones no fueron utilizados en tareas de defensa aérea, pero fueron instalados y armados cuando las situaciones lo pedían (como la Crisis de los misiles en Cuba), y donde el avión pudiera ser desplegado contra objetivos en tierra.
Se propuso una versión de reconocimiento, el F3H-2P, pero nunca se construyó. Se mantuvo como caza de primera línea de la Armada hasta 1962, cuando fue sucedido por el F-4 Phantom II (que fue un desarrollo planeado como "Super Demon", una versión más grande y mucho más pesada que el F3H). Desarrollado durante la guerra de Corea para contrarrestar los MiG-15, no ha reclamado ninguna victoria aérea con misiles o en combate cerrado, a pesar de que voló sobre el Líbano y Quemoy en 1958.
En 1962, el F3H fue redesignado como F-3. El F3H-2N se convirtió en el F-3C, mientras que el F3H-2M se convirtió en MF-3B y el F3H-2, simplemente en el F-3B.
El último escuadrón equipado con el Demon, el VF-161 "Chargers", cambió sus F-3 por F-4 Phantom II en septiembre de 1964.
Debido a la excelente visibilidad desde la cabina, el Demon se ganó el apodo de "The Chair" (El Sillón). Los pilotos de Demon eran conocidos coloquialmente como "Demon Drivers" (Conductores de Demon) y los que trabajaron en el avión eran conocidos como "Demon Doctors" (Doctores de Demon). La pobre relación peso/potencia, dio lugar al apodo menos halagador de "Lead Sled" (Trineo de Plomo), a veces abreviado a "Sled" (Trineo).

## Versiones

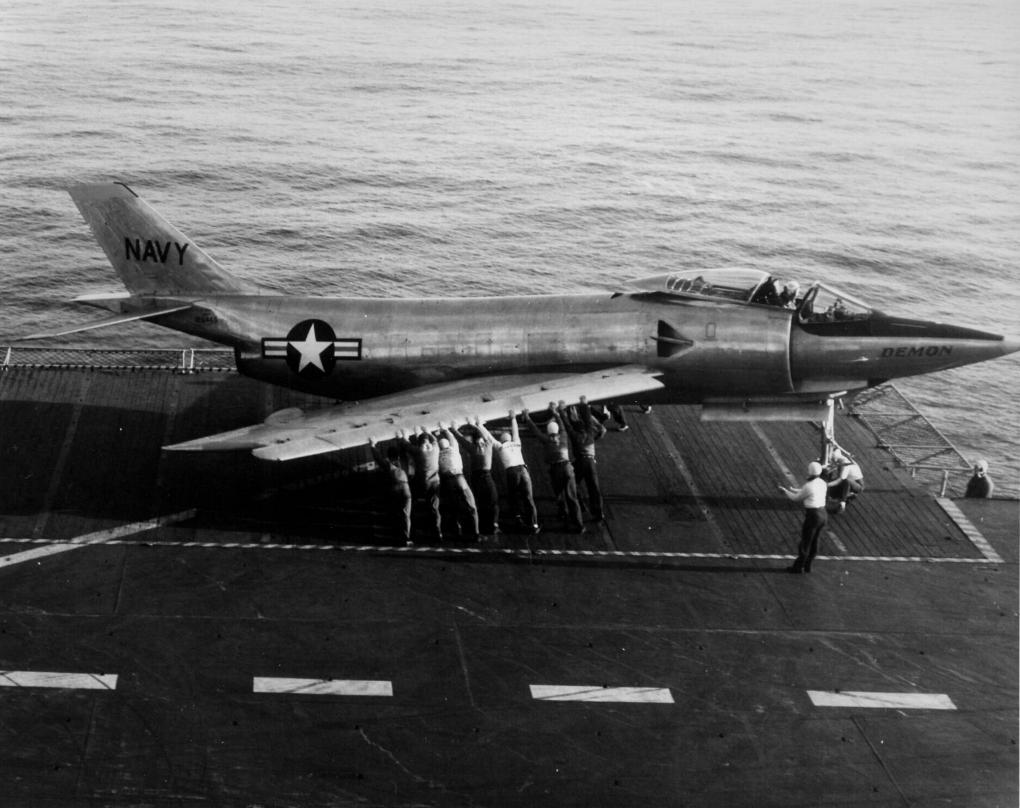
El segundo prototipo, McDonnell XF3H-1 Demon a bordo del portaaviones USS Coral Sea, en octubre de 1953.

XF3H-1
Prototipo de caza interceptor con buen tiempo monoplaza. Dos construidos.
F3H-1N
Versión de caza todotiempo monoplaza. Primer modelo de producción. 58 construidos.
F3H-1P
Propuesta versión de reconocimiento. No construida.
F3H-2N
Caza todotiempo. 239 construidos. Redesignado como F-3C en 1962.
F3H-2M
Versión del F3H-2N armada con cuatro misiles aire-aire AIM-7 Sparrow. Redesignado como MF-3B in 1962.
F3H-2
Versión de cazabombardeo monoplaza. 239 construidos. Redesignado como F-3B en 1962.
F3H-2P
Propuesta versión de reconocimiento del F3H-2. No construida.
F3H-3
Propuesta versión con motor General Electric J73. No construida.

## Especificaciones (F3H-2)

### Características generales
- Tripulación: Uno (piloto)
- Longitud: 18 m (59 ft)
- Envergadura: 10,8 m (35,3 ft)
- Altura: 4,5 m (14,6 ft)
- Superficie alar: 41,1 m² (442,4 ft²)
- Peso vacío: 9655,6 kg (21 281 lb)
- Peso cargado: 14 127,1 kg (31 136,2 lb)
- Peso máximo al despegue: 17 690,1 kg (38 989 lb)
- Planta motriz: 1× turborreactor Westinghouse J40-WE-22.
  - Empuje normal: 43 kN (4385 kgf; 9667 lbf) de empuje.
  - Empuje con postquemador: 65,6 kN (6689 kgf; 14 748 lbf) de empuje.

### Rendimiento
- Velocidad máxima operativa (Vno): 1152 km/h (716 MPH; 622 kt)
- Techo de vuelo: 13 000 m (42 651 ft)
- Régimen de ascenso: 72,9 m/s (14 350 ft/min)

### Armamento
- Cañones: 

  - 4× Colt Mk 12 de 20 mm (.79), 150 dpa
- Bombas: 2720 kg (6000 lb)
- Misiles: 

  - 4× AIM-7 Sparrow o 2x Sparrow y 2x AIM-9 Sidewinder

### Aviónica
- Radar AN/APG-51A, B, y C

## Aeronaves relacionadas

### Desarrollos relacionados
- F2H Banshee
- F-4 Phantom II

### Aeronaves similares
- F-100 Super Sabre
- Dassault Étendard IV
- de Havilland Sea Vixen
- Supermarine Scimitar

### Secuencias de designación
- Secuencia F_H (Cazas de la Armada estadounidense, 1922-1962 (McDonnell, 1946-1962): FH - F2H - F3H - F4H
- Secuencia F-_ (Cazas estadounidenses, 1962-presente): F-1 (C/D, E/F) - F-2 - F-3 - F-4 - F-5 - F-6 →